# Prawo w starożytnym Egipcie
Prawo w starożytnym Egipcie – system prawa obowiązującego w starożytnym państwie egipskim.

## Prawo w epoce faraonów (ok. 3100 – 332 p.n.e.)
| H6 |

| H6 |

| U5 · a | t | C10 |

| U5 · a | t | C10 |

| h | p · Y1 |

| h | p · Y1 |

Starożytni Egipcjanie postrzegali prawo jako ziemskie odzwierciedlenie boskiej sprawiedliwości, uosabianej przez boginię Maat. Maat personifikowała ideę harmonii i odwiecznego porządku Wszechświata. W Egipcie występuje więc typowa dla starożytnych monarchii koncepcja teistycznego pochodzenia prawa (prawo pochodzi od bogów), prawo ma charakter sakralny. Faraon jako "bóg na ziemi" był więc zarazem źródłem i wykonawcą boskiego prawa, a Maat była jednym z jego atrybutów (słowo Maat często występuje w imionach tronowych egipskich władców). Wyżsi urzędnicy sądowi, w szczególności wezyrowie, jako przedstawiciele faraona i jego władzy sądowniczej, nosili tytuł kapłana Maat, a oznaką ich godności był naszyjnik z symbolem bogini (strusie pióro).
Samym terminem Maat określano terminy takie jak sprawiedliwość, porządek kosmiczny, prawda, czy właśnie prawo w znaczeniu podobnym do łacińskiego ius. Ustawy, rozporządzenia i w ogólności wszelkie akty prawne, stanowiące narzędzia administracji państwowej i realizowania boskiego prawa na ziemi określano słowem hepu (hp.w), podobnie jak łacińskie lex.

### Źródła poznania prawa
Źródła, z jakich możemy czerpać informacje o prawie staroegipskim w epoce faraonów, są bardzo nieliczne. Nie są nam znane żadne teksty, które stanowiłyby zbiory tego prawa. Można jednak przypuszczać, że ze względu na despotyczny charakter monarchii egipskiej faraonowie musieli wydawać akty regulujące funkcjonowanie państwa.
Źródła zawierające informacje na temat prawa starożytnego Egiptu:
- relacje greckich historyków, Herodota (Księga II Dziejów) i Diodora Sycylijskiego (Biblioteka Historyczna);
- Kronika Demotyczna – zbiór prawa egipskiego opracowany na polecenie króla perskiego, Dariusza I Wielkiego;
- Edykt Horemheba;
- traktat pokojowy, zawarty przez faraona Ramzesa II z Hattusilisem III, królem Hetytów;
- inne źródła archeologiczne, m.in. inskrypcje hieroglificzne i malowidła na ścianach świątyń i grobowców.

Opisując egipskie postępowanie sądowe, Diodor przekazuje informację, jakoby sędziowie korzystali w czasie procesu z ośmiu ksiąg (w postaci zwojów papirusu, będących zbiorem wszystkich ustaw egipskich (według wierzeń zbiór miał być spisany i dany ludziom przez Thota, boga mądrości). Wymienia również sześciu wielkich egipskich prawodawców – Menesa, Sasychisa (Asychis u Herodota, prawdopodobnie Szepseskaf), Sesoosia (Sesostris u Herodota, prawdopodobnie Senuseret I), Bokchorisa, Amazisa i Dariusza I.

### Prawo prywatne
Nie jest pewne, czy i w jaki sposób status społeczny i zamożność człowieka miały wpływ na jego sytuację prawną. Szczególną ochroną prawną starano się otoczyć interesy dzieci oraz ludzi ubogich, zwłaszcza rolników. Niewolnicy mogli pod pewnymi warunkami posiadać i nabywać rzeczy na własność.
Dużym szacunkiem i korzystną pozycją społeczno-prawną (w porównaniu z innymi społeczeństwami starożytności) cieszyły się kobiety. Kobieta mogła być właścicielem majątku, zarządzać i rozporządzać nim wedle własnej woli, posiadała zdolność do dokonywania ważnych czynności prawnych, mogła swobodnie wytaczać powództwa i świadczyć w sądzie. Miała prawo żądać od męża rozwodu.
W małżeństwie dopuszczalna była poligamia (według niektórych również poliandria). Funkcjonowała ona jednak przede wszystkim wśród wyższych warstw społecznych. Kapłan mógł posiadać tylko jedną żonę. Kwestią sporną jest dopuszczalność kazirodztwa. Według niektórych badaczy było ono dozwolone i powszechne (stąd czasem upatruje się w nim jedną z przyczyn upadku cywilizacji staroegipskiej), według innych było zabronione, a jedynym wyjątkiem była rodzina królewska, w której małżeństwa kazirodcze miały uzasadnienie religijne. Nie istniało rozróżnienie na dzieci ślubne i nieślubne, ich sytuacja prawna była identyczna.
Do spadku po zmarłym uprawnione były wszystkie jego dzieci, bez względu na płeć i dziedziczyły w częściach równych.
W źródłach egipskich znaleźć można najstarszą znaną nam definicję prawa własności – Jego majątek jest jego własnością, może on go dać komu zechce (ok. 1200 – 1090 r. p.n.e.). Definicja ta akcentuje prawo rozporządzania rzeczą (ius disponendi w prawie rzymskim) jako podstawowe uprawnienie jej właściciela.
Źródłem zobowiązania była przysięga, stanowiąca podstawę stosunku obligacyjnego między wierzycielem a dłużnikiem. Od VII w. p.n.e., w związku z rozwojem pisma demotycznego większość transakcji musiała być zawierana w sposób pisemny.

### Prawo karne
W starożytnym Egipcie funkcjonowały i były karane rozmaite rodzaje przestępstw. Przede wszystkim zabójstwo w postaci zwykłej lub kwalifikowanej (zamach na panującego, zabójstwo ciężarnej kobiety, rodziców przez dzieci i dzieci przez rodziców). Karane było krzywoprzysięstwo i fałszywe oskarżenie, a także rozmaite postaci fałszerstwa, m.in. fałszowanie monet, miar i wag, czy dokumentów. Na podstawie rozporządzenia faraona Amazisa (VI w. p.n.e.) przestępstwem było ukrywanie lub podanie fałszywych danych co do środków utrzymania i legalności ich źródeł. Powszechnym przestępstwem była kradzież. Osobną kategorię stanowiły traktowane w sposób specjalny przestępstwa wojskowe – dezercja, nieposłuszeństwo, czy zdrada państwa oraz stanowiące w pewnych okresach plagę masowe rabunki grobów królewskich.
Funkcjonowała kara śmierci, m.in. za zabójstwo, krzywoprzysięstwo, czy korupcję. Nieudzielenie pomocy osobie zagrożonej utratą życia, jeżeli było to możliwe, było traktowane jak zabójstwo. Nie było określonych sposobów wykonywania kary śmierci. W relacji Diodora znaleźć można jednak opis szczególnie zaostrzonej kwalifikowanej kary śmierci za zabicie własnych rodziców (m.in. zdzieranie pasów skóry i spalenie żywcem). Popularna była chłosta oraz rozmaite kary mutylacyjne, np. obcięcie rąk, języka, nosa lub męskich genitaliów. Istniały kary na honorze (infamia), kara wygnania z kraju i zesłania do ciężkich robót.
Kara oprócz funkcji represyjnej miała inne funkcje typowe dla tamtych czasów, m.in. odstraszenie, zadanie skazanemu cierpienia oraz odzwierciedlenie popełnionego czynu (zasada talionu).

### Sądownictwo
Nie istniało rozgraniczenie między władzą administracyjną a sądowniczą, urzędnicy w poszczególnych okręgach sprawowali zarówno typowe funkcje administracyjne, jak i rozstrzygali spory sądowe. Najwyższym sędzią był oczywiście sam faraon, który rozstrzygał najpoważniejsze sprawy, szczególnie najcięższe przestępstwa. Lokalny wymiar sprawiedliwości sprawowali w poszczególnych nomach ich naczelnicy, nomarchowie. Sądownictwo wyższe należało do specjalnych trybunałów pod przewodnictwem wezyrów, po jednym dla Egiptu Górnego i Egiptu Dolnego.
Na szczeblu lokalnym postępowanie toczyło się najczęściej przed jednym urzędnikiem, w postępowaniu przed sądem wyższym orzekały wieloosobowe składy sędziowskie. Proces z zasady był pisemny (można sądzić, że w drobnych sprawach ustny), strony wymieniały się pismami procesowymi, spisywano również zeznania świadków, a następnie sędzia (lub sędziowie) porównywali pisma obu stron i na podstawie ich analizy wydawały wyrok. Strony musiały stawić się przed sądem i brać udział w sprawie osobiście, nie dopuszczalne było zastępstwo procesowe (z wyjątkiem osób, które należało w postępowaniu otoczyć szczególną opieką, np. dzieci i wdów).

## Prawo w Egipcie grecko-rzymskim (332 p.n.e. – 642 n.e.)

### Egipt Ptolemeuszów (332 – 30 p.n.e.)
Od przełomu VII i VI w. p.n.e. w Egipcie zaczęły pojawiać się pierwsze kolonie greckie (Naukratis), a razem z nimi prawo greckie, którym posługiwała się ich ludność (zasada osobowości prawa). Z czasem doprowadziło to do wykształcenia się w Egipcie funkcjonujących równolegle obok siebie porządków prawnych. Podbój Egiptu przez Aleksandra Wielkiego i włączenie go do kręgu kultury hellenistycznej, a następnie panowanie Lagidów doprowadziło do znacznego skomplikowania porządków prawnych panujących w kraju.
W tzw. epoce ptolemejskiej (332 – 30 p.n.e.) występowały trzy warstwy prawa:
- dawne prawo egipskie, utrzymane przez Ptolemeuszy, a obowiązujące rdzenną ludność egipską;
- prawa greckie, obowiązujące już wcześniej w dawnych greckich koloniach (np. Naukratis, Aleksandria);
- prawo królewskie, stanowione przez aktualnych panujących (dotyczyło głównie spraw gospodarczych i administracyjnych).

Przy zaistniałej troistości porządków prawnych podstawowym problemem było określenie wzajemnych stosunków między nimi oraz stosowanie prawa w praktyce. Za panowania Ptolemeusza II Filadelfosa przyjęto kryterium językowe – dla ludności posługującej się językiem egipskim (demotycznym) właściwe były sądy kapłanów egipskich (laokrytów), zaś dla ludności mówiącej po grecku sądy królewskie (dikasteria). Właściwość sądu określał również język sporządzonego dokumentu.
Ważnym źródłem poznania prawa egipskiego tego okresu jest Kodeks z Hermopolis z III w. p.n.e. Nie była to kodyfikacja prawa w dzisiejszym rozumieniu, a bardziej zbiór formularzy przykładowych czynności prawnych, dążący jednak ku wypracowaniu bardziej abstrakcyjnych pojęć prawnych.

### Egipt rzymsko-bizantyjski (30 p.n.e. – 642 n.e.)
W 30 p.n.e. Egipt stał się jedną z rzymskich prowincji, a obok dotychczasowych porządków prawnych pojawiły się nowe. W zakresie prawa publicznego Egipt zaczął podlegać prawu rzymskiemu, pojawiło się prawo prowincjonalne, kształtowane przez edykty namiestników. Rzymskie władze zastrzegły sobie jurysdykcję w sprawach większej wagi, szczególnie tych dotyczących państwa rzymskiego oraz wyłączne prawo orzekania kary śmierci (ius gladii). Ludność rzymska zamieszkała w Egipcie podlegała prawu rzymskiemu. W przypadku prawa prywatnego można mówić o kontynuacji dotychczasowych praw lokalnych. Dyskusyjny pozostaje problem romanizacji tych praw pod wpływem prawa rzymskiego.
Wydarzeniem przełomowym dla kształtowania się prawa w Egipcie rzymskim była Constitutio Antoniniana z 212 r., nadająca obywatelstwo rzymskie wszystkim mieszkańcom prowincji, a więc również Egipcjanom. W ten sposób mieszkańcy Egiptu, zarówno Grecy, jak i Egipcjanie, zaczęli podlegać prawu rzymskiemu. Doprowadziło to do stopniowego zaniku praw i zwyczajów lokalnych.
Po podziale Cesarstwa w 395 r. Egipt stał się częścią Ces. Wschodniorzymskiego, a dalszy rozwój jego kultury (również prawnej) przebiegał pod silnym wpływem kultury bizantyjskiej i chrześcijańskiej. Prawem obowiązującym stało się prawo rzymskie ulegającej procesowi tzw. wulgaryzacji prawa. Od 534 w całym państwie bizantyjskim zaczęła obowiązywać kodyfikacja justyniańska. W 642 podbój Egiptu przez Arabów włączyło kraj do świata muzułmańskiego. Datę tę można uznać za koniec Egiptu starożytnego, a początek Egiptu arabskiego, w którym zaczęła funkcjonować już nowa, arabska kultura prawna.